# Karin Molander
Karin Molander egentligen Katarina Margareta Elisabet Hanson, född  Edwertz 20 maj 1889 i Vårdinge församling, Stockholms län, död den 3 september 1978 på Höstsol i Täby, var en svensk skådespelare.
Karin Molander var dotter till köpmannen Nils Edwertz. Hon scendebuterade på Vasateatern 1907 och var 1907–1909 anställd vid Albert Ranfts teatrar i Stockholm. 1909 kom hon till Svenska Teatern i Helsingfors där hon stannade till 1911. Hon var engagerad vid Intima teatern 1911–1920, Lorensbergsteatern 1920–1922 och vid Dramaten i två omgångar 1922–1925 och 1931–1936. 1929–1930 var hon anställd vid Oscarsteatern. Karin Molander drog sig 1936 tillbaka från teaterscenen. Hon filmdebuterade 1913 i Victor Sjöströms Halvblod. Karin Molander mottog medaljen Litteris et Artibus 1934.
Hon var gift första gången 1910–1918 med Gustaf Molander och andra gången med skådespelaren Lars Hanson 1922–1965. Hon blev i första giftet mor till Harald Molander. Karin Molander är begravd i familjegraven på Norra begravningsplatsen i Solna.

## Filmografi
- 1914 – Det röda tornet
- 1914 – Hjärtan som mötas
- 1914 – Halvblod
- 1915 – Madame de Thèbes
- 1915 – Hämnaren
- 1916 – Hennes kungliga höghet
- 1916 – Kampen om hans hjärta
- 1916 – Kärlek och journalistik
- 1917 – Den levande mumien
- 1917 – Fru Bonnets felsteg
- 1917 – Vem sköt?
- 1917 – Tösen från Stormyrtorpet
- 1917 – Thomas Graals bästa film
- 1918 – Thomas Graals bästa barn
- 1919 – Surrogatet
- 1919 – Synnöve Solbakken
- 1920 – Erotikon
- 1920 – Bomben
- 1920 – Fiskebyn
- 1931 – Fröken, Ni liknar Greta Garbo!
- 1954 – Gabrielle

## Teater

### Roller (ej komplett)
| År   | Roll                  | Produktion                                                  | Regi                            | Teater            |
| ---- | --------------------- | ----------------------------------------------------------- | ------------------------------- | ----------------- |
| 1907 |                       | Lika barn leka bäst Roberto Bracco                          |                                 | Vasateatern       |
| 1908 |                       | De små landstrykarna Pierre Decourcelle                     |                                 | Östermalmsteatern |
| 1908 |                       | Har ni något att förtulla? Maurice Hennequin                |                                 | Vasateatern       |
| 1908 | Totoche               | Fröken Josette - min hustru Paul Gavault och Robert Charvay |                                 | Vasateatern       |
| 1908 | Alice Barker          | Bland bålde riddersmän Harriett Jay                         | Knut Nyblom                     | Vasateatern       |
| 1911 | Betty                 | Phyllis Cecil Hamilton                                      |                                 | Intima teatern    |
| 1911 | Tajo                  | Det ingen vet Theodor Wolff                                 | Emil Grandinson                 | Intima teatern    |
| 1911 | Grevinnan             | Unge greven Knut Michaelson                                 | Knut Michaelson                 | Intima teatern    |
| 1912 | Dafne                 | Rococo Harald Molander                                      |                                 | Intima teatern    |
| 1912 | Miss Isabel Coeurne   | Hovsångaren Frank Wedekind                                  |                                 | Intima teatern    |
| 1912 | Cécile                | Osvuret är bäst Alfred de Musset                            |                                 | Intima teatern    |
| 1912 | Fanny O'Dowda         | Fannys första stycke George Bernard Shaw                    | Gustaf Collijn                  | Intima teatern    |
| 1912 |                       | Ett lyckligt äktenskap Peter Nansen                         |                                 | Intima teatern    |
| 1912 |                       | Gamla herrgården Fredrik Nycander                           | Emil Grandinson                 | Intima teatern    |
| 1912 | Anna                  | Nattkyparen Ernst Didring                                   | Emil Grandinson Knut Michaelson | Intima teatern    |
| 1912 |                       | En kvinna utan betydelse Oscar Wilde                        | Knut Michaelson Gustaf Collijn  | Intima teatern    |
| 1913 | Ann                   | Vildfåglar John Galsworthy                                  | Knut Michaelson                 | Intima teatern    |
| 1913 | Geneviève             | En parisare Edmond Gondinet                                 | Knut Michaelson                 | Intima teatern    |
| 1914 | Huguette Duvernoy     | Den skotska regnkragen Sacha Guitry                         | Knut Michaelson                 | Intima teatern    |
| 1914 | Clare                 | Jagad John Galsworthy                                       | Emil Grandinson                 | Intima teatern    |
| 1914 | Claire Frenois        | En butiksfröken Frantz Fonson och Ferdinand Wickeler        | Gustaf Collijn                  | Intima teatern    |
| 1914 | Ida                   | Lilla Eva Olga Ott                                          | Einar Fröberg                   | Intima teatern    |
| 1914 | Cecilia               | Den fule Ferante Sabatino Lopez                             | Emil Grandinson                 | Intima teatern    |
| 1914 | Brita                 | Karlavagnen Tor Hedberg                                     | Einar Fröberg                   | Intima teatern    |
| 1914 | Prinsessan Zendelé    | Arabia land Anna Maria Roos                                 |                                 | Intima teatern    |
| 1915 | Jolanthe              | Djävulen Ferenc Molnár                                      | Einar Fröberg                   | Intima teatern    |
| 1915 | Anna Page             | Muntra fruarna i Windsor William Shakespeare                | Emil Grandinson                 | Intima teatern    |
| 1915 | Grevinnan de Perigord | Pompadours triumf Adolf Paul                                | Einar Fröberg                   | Intima teatern    |
| 1915 | Meta Hübke            | Äktenskapets förskola Otto Erich Hartleben                  | Einar Fröberg                   | Intima teatern    |
| 1915 | Effie                 | Moral Ludwig Thoma                                          | Einar Fröberg                   | Intima teatern    |
| 1916 | Lissy von Lürsen      | Generalrepetition på ett dyrbart liv Harry Vosberg          | Albin Lavén                     | Intima teatern    |
| 1916 | Vibeke                | Prinsessan och hela världen Edgard Høyer                    | Einar Fröberg                   | Intima teatern    |
| 1916 | Angélique             | Den inbillningssjuke Molière                                | Einar Fröberg                   | Intima teatern    |
| 1916 | Helmine               | Faunen Hermann Bahr                                         | Einar Fröberg                   | Intima teatern    |
| 1917 | Gemma                 | Fädernesland Einar Christiansen                             | Einar Fröberg                   | Intima teatern    |
| 1917 | Carolina Mathilda     | Stövlett-Kathrine Dikken von der Lyhe Zernichow             | Einar Fröberg                   | Intima teatern    |
| 1917 | Dora Lenz             | Ungdomsvänner Ludwig Fulda                                  | Einar Fröberg                   | Intima teatern    |
| 1917 | Ebba                  | Adlig ungdom Algot Ruhe                                     | Rune Carlsten                   | Intima teatern    |
| 1917 | Elna                  | Elna Hall Ernst Didring                                     | Ernst Didring                   | Intima teatern    |
| 1918 | Lady Anne             | Richard III William Shakespeare                             | Einar Fröberg                   | Intima teatern    |
| 1919 | Colombine             | Pierrots drama Sil-Vara                                     | Anders de Wahl                  | Dramaten          |
| 1919 | Dora Lenz             | Ett experiment Hjalmar Bergman                              | Einar Fröberg                   | Intima teatern    |
| 1919 | Carlotta              | En gammal ungkarls moral William J. Locke                   | Albert Ståhl                    | Intima teatern    |
| 1919 | Abigael               | Ambrosius Christian Molbech                                 | Einar Fröberg                   | Intima teatern    |
| 1919 | Simone Henning        | Individernas förbund Einar Fröberg                          | Einar Fröberg                   | Intima teatern    |
| 1920 | Germaine Feriaud      | För mycket kärlek Georges de Porto-Riche                    | Emil Grandinson                 | Intima teatern    |
| 1922 | Monna                 | Riddar Blåskäggs åttonde hustru Alfred Savoir               | Olof Molander                   | Dramaten          |
| 1922 | Christine             | Älskog Arthur Schnitzler                                    | Karl Hedberg                    | Dramaten          |
| 1923 | Anne                  | Vägen till Dover A. A. Milne                                | Karl Hedberg                    | Dramaten          |
| 1925 | Astrid                | Swedenhielms Hjalmar Bergman                                | Gustaf Linden                   | Dramaten          |
| 1930 | Jacqueline Meynard    | Den stora kärleken Paul Géraldy och Robert Spitzer          | Gösta Ekman                     | Oscarsteatern     |
| 1931 | Yvonne                | Känslornas marknad Roger Ferdinand                          | Gustaf Linden Ivar Kåge         | Dramaten          |
| 1931 | Judy                  | Fru Celias moral Benn W. Levy                               | Alf Sjöberg                     | Dramaten          |
| 1931 | Orinthia              | Karusellen George Bernard Shaw                              | Gustaf Linden                   | Dramaten          |
| 1931 | Lilly Vitfelt         | Jag har varit en tjuv! Sigfrid Siwertz                      | Olof Molander                   | Dramaten          |
| 1932 | Iridion Temple        | Kvinnans list Lionel Brown                                  | Alf Sjöberg                     | Dramaten          |
| 1933 | Kristina              | Mäster Olof August Strindberg                               | Olof Molander                   | Dramaten          |
| 1933 | Joan Greenleaf        | En fågel i handen John Drinkwater                           | Rune Carlsten                   | Dramaten          |
| 1934 | Miss Mopply           | För sant att vara bra George Bernard Shaw                   | Rune Carlsten                   | Dramaten          |
| 1935 | Solange               | Trots allt Henry Bernstein                                  | Rune Carlsten                   | Dramaten          |
| 1935 | Géneviève Touchard    | Den gröna fracken Gaston Arman de Caillavet                 | Rune Carlsten                   | Dramaten          |

## Bilder

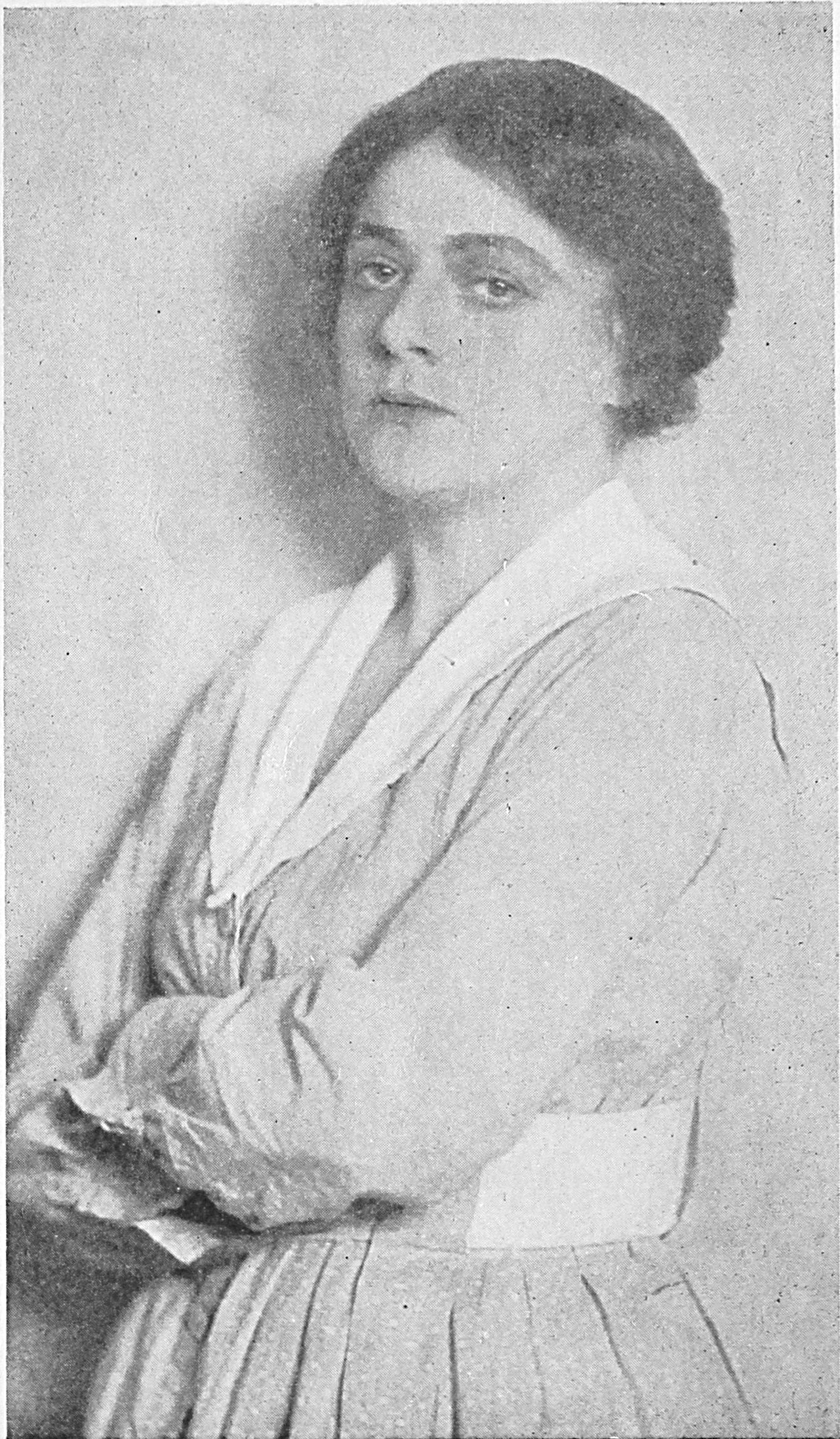
Molander som Elna i Ernst Didrings Elna Hall på Intima teatern 1917.